# Gian Carlo Capicchioni
Gian Carlo Capicchioni (19 lutego 1956 w Borgo Maggiore) – sanmaryński polityk. Od 1 października 2013 do 1 kwietnia 2014 kapitan regent San Marino. Swój urząd pełnił wraz z Anną Marią Muccioli.
W 1975 roku otrzymał dyplom z rachunkowości i został zatrudniony przez sanmaryński urząd skarbowy. W latach 2003–2006 pełnił funkcję kapitana zamku Serravalle. W Radzie Generalnej od 2006 roku. Od tego samego roku do 2012 członek Rady Dwunastu.
Jest żonaty i ma syna.